# Unteres Schloss Oberlauda
Das Untere Schloss Oberlauda, auch Schloss Oberlauda und Neues Schloss Oberlauda, ist ein ehemaliges Schloss in Oberlauda, einem Stadtteil von Lauda-Königshofen im Main-Tauber-Kreis in Baden-Württemberg. Der Begriff Unteres Schloss entstand zur Unterscheidung von der abgegangenen Burg Oberlauda, auch Oberes Schloss genannt.

## Geschichte
Das Untere Schloss Oberlauda wurde um das Jahr 1537 am östlichen Rand des historischen Ortskerns errichtet. Das Schloss war einst im Besitz der Herren von Hohenlohe. Im Jahre 1917 ist das Schloss abgebrannt.

## Anlage
Es handelt sich um einen dreigeschossigen Renaissancesteinbau mit Fachwerkaufsatz und Satteldach und Rundbogenportal. Die Anlage war ursprünglich von einer Ringmauer umgeben. Reste der Ökonomiegebäude sind in der Brunnenstraße 15/17 erhalten. Diese sind heute in Privatbesitz.